# Dick Poons
Maurits Dirk (Dick) Poons (Den Haag, 16 november 1940 – Hilversum, 22 januari 2009) was een Nederlands radiomaker en stemacteur. Poons werd bij het grote publiek bekend door zijn stem die hij leende aan David de Kabouter, naar de gelijknamige televisieserie gebaseerd op het werk van Rien Poortvliet.
Samen met Jacques van Bijlevelt en Lou Geels debuteerde Poons op 14-jarige leeftijd in Pukkel & Pukkel, een tournee voor militairen. Poons speelde gitaar in orkesten en ensembles en deed aan amateurcabaret. Hij studeerde aan het Koninklijk Conservatorium in Den Haag en later aan de Kleinkunstacademie in Amsterdam.
Poons trad op in theaterprogramma's van Jaap van de Merwe, Coby Schreijer en Nico en Jeanine Knapper. Dick was een veelzijdige persoonlijkheid: hij werkte als tekstschrijver, zanger, producer, regisseur, acteur en gitarist. Poons produceerde onder andere platen voor Tineke Schouten.
Dick Poons maakte verschillende radio- en televisieprogramma's voor de AVRO, VARA en de Vlaamse BRT. Zo was hij de bedenker van AVRO Service Station, de voorloper van AVRO's Nachtdienst. Verder maakte hij ook Dag met een gaatje, Vanavond laat (samen met Jan Moraal als Lubbert en Poons), AVRO Weekendcafé, Opium radio en Van de rug af gezien. Naast dat hij zijn stem leende aan David de Kabouter, speelde Poons ook de rol van Klaas Vaak in De Droomshow, een kinderspelprogramma van de AVRO. Verder verzorgde hij ook de stem van het personage Toets de Uil in het kinderprogramma Sesamstraat.
In 1990 en 1991 presenteerde Poons De Taalmeesters; een taalspelprogramma bij de AVRO.
Poons overleed op 22 januari 2009. Zijn overlijden werd pas op 28 januari bekend door een rouwadvertentie geplaatst door de AVRO.
- International Standard Name Identifier: 0000 0000 3248 8275
- Library of Congress Control Number: n92022801
- MusicBrainz: 01ab9e43-8525-4a2a-b632-e095cd67526c
- Nederlandse Thesaurus van Auteursnamen: 074485989
- Virtual International Authority File: 9035658
- WorldCat: E39PBJcGj7BvWBTQxrbmtPwcT3